# Aphonoides hackeri
Aphonoides hackeri är en insektsart som beskrevs av Lucien Chopard 1951. Aphonoides hackeri ingår i släktet Aphonoides och familjen syrsor. Inga underarter finns listade i Catalogue of Life.